# Cereales vadenses
Cereales vadenses was een verzetsblad uit de Tweede Wereldoorlog, dat vanaf december 1943 tot en met augustus 1944 in Wageningen werd uitgegeven. De uitgave werd beëindigd toen Wageningen in september 1944 in de frontlinie kwam te liggen en de bevolking moest evacueren. Het blad verscheen onregelmatig in een oplage tussen de 200 en 250 exemplaren. Het werd gestencild en de inhoud bestond voornamelijk uit algemene artikelen.

## Achtergrond
Terwijl in De geus; (onder studenten) algemene studentenproblemen en berichten werden behandeld, ontstonden in de verschillende universiteitssteden, waaronder Wageningen, plaatselijke contactbladen voor de (ex-)studenten. Hierin werden de gebeurtenissen op en om de hogescholen en de belevenissen van de studenten verwerkt. Cereales vadenses was dus in zeker opzicht een supplement op De Geus.

## Bij deze krant betrokken personen
De readactie van dit blad bestond uit
- J.V. Lagerwerff
- S. Maso
- J. Seinstra (ten gevolge van het oorlogsgeweld in september 1944 omgekomen)
- J.V. Steketee (ten gevolge van het oorlogsgeweld in september 1944 omgekomen)

## Gerelateerde kranten
- De geus; (onder studenten)[1]